# كيفن كاسيدي
كيفن كاسيدي (بالإنجليزية: Kevin Cassidy)‏ هو لاعب كرة القدم الغالية أيرلندي، ولد في 1982 في Gweedore ‏ في جمهورية أيرلندا.